# 弗林特賽德 (喬治亞州)
弗林特賽德（英語：Flintside）是位於美國喬治亞州薩姆特縣的一個非建制地區。該地的面積和人口皆未知。

## 地理
弗林特賽德的座標為31°57′18″N 83°57′16″W / 31.95500°N 83.95444°W，而該地的平均海拔高度為80米（即262英尺）。